# Draper (Utah)
Pour les articles homonymes, voir Draper.
La ville de Draper est située dans les comtés de Salt Lake et d’Utah, dans l’État de l’Utah, aux États-Unis. Lors du recensement de 2010, sa population s’élevait à 42 274 habitants, contre 7 143 habitants en 1990.
Elle est surtout connue pour abriter la prison d'État de l'Utah.

## Personnalités liées
- Ronnie Lee Gardner (1961-2010), criminel américain y a été exécuté le 18 juin 2010
- Zach Wilson (1999-), quaterback de football américain

## Source
- (en) Cet article est partiellement ou en totalité issu de l’article de Wikipédia en anglais intitulé « Draper, Utah » (voir la liste des auteurs).